# اس‌اس زانتو
اس‌اس زانتو (به انگلیسی: SS Xantho) یک کشتی بود.